# Çatalhöyük
Çatalhöyük (eller Çatal Hüyük, [ʧɑtɑl højyk], turkiska för "gaffelhögen") är en arkeologisk utgrävning av en neolitisk stad i södra Anatolien, Turkiet.
Den har grävts ut i två omgångar. Dels i början av 1960-talet under ledning av James Mellaart, dels från 1993 under ledning av Ian Hodder.
Den var i bruk från omkring 7400 f.Kr. till omkring 6000 f.Kr. Den antas ha haft uppemot 2.000 hus och 8.000 invånare, Dess invånare jagade vilda djur men odlade även säd och ärtor, födde upp får och boskap och bedrev handel med snäckor och speglar av obsidian (vulkaniskt glas) från en närbelägen vulkan.
Inuti många av invånarnas rektangulära hus av lertegel finns det plattformar under vilka de döda begravdes. I bostadshusen har man funnit en del märkliga målade och skulpterade utsmyckningar. Den märkligaste är en komposition i stor skala med män och kvinnor, vilka är framställda i starka färger i silhuett, men trots det mycket naturalistiskt med känsla för kroppstyngd och rörelse. Till skillnad från tidigare, paleolitiska målningar har dessa utförts på ett preparerat underlag, en jämnt färgad, slätputsad yta, inte på ett naturligt underlag. Figurerna avbildas fortfarande som om de befann sig i ett tomrum utan marklinjer eller bakgrund, men väggens form ger ett intryck av rektangulär inramning. Ett betydelsefullt steg hade tagits mot en bildframställning inom ett definierat "bildrum". Enligt arkeologer är det omöjligt att avgöra hur pass spridd den här typen av målning kan ha varit.
Dessutom har välgjorda figuriner, föreställande människor och djur, återfunnits. Den kanske mest omdiskuterade av dessa är en avbildning av en kvinna som sitter på en stol, och som stödjer sina armar på leoparder. Den har anmärkningsvärda likheter med senare avbildningar av den anatoliska gudinnan Kybele.
Husen skiljer sig inte mycket i storlek, det har inte återfunnits några tecken på administrativa centra eller stora sociala skillnader. Den nuvarande utgrävningsledaren Ian Hodder har av detta dragit slutsatsen att den sociala strukturen i staden var egalitär.
Çatalhöyük är unikt, och livet i Mindre Asien under neolitisk tid gavs en helt oväntad belysning då bosättningen upptäcktes i början av 1960-talet. Den neolitiska anatoliska bosättningen vid Hacilar, är mycket mindre och har en annan karaktär.
År 2009 sattes Çatalhöyük upp på Turkiets tentativa världsarvslista och den 1 juli 2012 fick området världsarvsstatus.